# Мендес, Эдисон
Э́дисон Висе́нте Ме́ндес Ме́ндес (исп. Édison Vicente Méndez Méndez; род. 16 марта 1979[…], Ибарра) — эквадорский футболист, полузащитник. Выступал в сборной Эквадора.

## Биография
Воспитанник клуба «Депортиво Кито». Дебютировал за основную команду в 1997 году и сразу стал ключевым игроком команды. Впрочем, до 2001 года периодически выступал за молодёжный состав клуба.
С 2000 года выступал за сборную Эквадора. Именно гол Мендеса принёс первую в истории страны победу в финальных стадиях чемпионата мира над Хорватей в 2002 году. После этого ряд английских клубов хотели заполучить игрока к себе (среди них были «Астон Вилла» и «Эвертон»), однако Эдисон предпочёл перейти в «Эль Насьональ».
В 2004 году играл в чемпионате Мексики, после чего вернулся в Кито — на сей раз в более престижный клуб ЛДУ. В 2005 году стал чемпионом Эквадора, выиграв Апертуру.
Мендеса хотел приобрести немецкий «Ганновер 96». Но в итоге эквадорца всё же сумел переманить голландский ПСВ. В сезоне 2006/07 он выступал за эйндховенцев на правах аренды, а следующие два сезона уже полностью принадлежал ПСВ.
В марте 2007 года единственный гол Мендеса в ворота лондонского «Арсенала» позволил ПСВ выйти в четвертьфинал Лиги чемпионов УЕФА. Это был первый гол эквадорца в истории главного клубного турнира Европы. По итогам 2007 года Мендес вошёл в число 50 кандидатов на получение Золотого мяча лучшему игроку Европы.
В конце 2007 года появились слухи о желании игрока вернуться на родину. В середине 2009 года Мендес объявил о том, что возвращается в ЛДУ по личным мотивам. Вскоре Эдисон помог ЛДУ выйти в финал Южноамериканского кубка.
Гол хорватам в 2002 году возвёл Мендеса в ранг суперзвезды эквадорского футбола. В отборочном цикле к ЧМ-2006 5 голов Мендеса позволили Эквадору во второй раз подряд пройти квалификацию. В финальной стадии германского чемпионата Мендес также стал одним из главных героев — хотя он сам не забил на турнире, он отметился двумя результативными передачами, а Эквадор вышел в 1/8 финала.
В феврале 2008 года Мендес объявил о завершении карьеры в сборной, что стало полной неожиданностью в Эквадоре и Южной Америке. Однако в мае, после урегулирования разногласий с тренером национальной команды Сиксто Висуэте при участии президента Федерации Футбола Эквадора Луиса Чирибоги, Мендес объявил о возвращении в стан «трёхцветных».
В 2010 году перешёл в бразильский клуб «Атлетико Минейро». Дебютировал за новую команду 27 августа в игре против «Сантоса».
В 2011 году выступал за «Эмелек». Вернулся в ЛДУ Кито в 2012 году.
11 декабря 2013 года Мендес подписал контракт с колумбийским «Санта-Фе».
Мендес был известен своими точными пасами и дальними ударами. Как правило, он выполнял штрафные и подавал угловые и в сборной, и в своём клубе. Будучи правоногим игроком, одинаково хорошо мог сыграть как на левом фланге атаки, так и на правом. Эффективно действовал и в центре полузащиты.

## Статистика
| Выступления за клуб | Выступления за клуб | Выступления за клуб | Лига  | Лига | Кубки | Кубки | Континентальные  | Континентальные  | Всего | Всего |
| Сезон               | Клуб                | Лига                | Матчи | Голы | Матчи | Голы  | Матчи            | Голы             | Матчи | Голы  |
| Эквадор             | Эквадор             | Эквадор             | Лига  | Лига | Кубок | Кубок | Южная Америка    | Южная Америка    | Всего | Всего |
| ------------------- | ------------------- | ------------------- | ----- | ---- | ----- | ----- | ---------------- | ---------------- | ----- | ----- |
| 1997                | Депортиво Кито      | Чемпионат Эквадора  | 27    | 1    | —     | —     | ?                | ?                | ?     | ?     |
| 1998                | Депортиво Кито      | Чемпионат Эквадора  | 28    | 1    | —     | —     | ?                | ?                | ?     | ?     |
| 1999                | Депортиво Кито      | Чемпионат Эквадора  | 39    | 0    | —     | —     | ?                | ?                | ?     | ?     |
| 2000                | Депортиво Кито      | Чемпионат Эквадора  | 31    | 2    | —     | —     | ?                | ?                | ?     | ?     |
| 2001                | Депортиво Кито      | Чемпионат Эквадора  | 33    | 4    | —     | —     | ?                | ?                | ?     | ?     |
| 2002                | Депортиво Кито      | Чемпионат Эквадора  | 32    | 10   | —     | —     | ?                | ?                | ?     | ?     |
| 2003                | Эль Насьональ       | Чемпионат Эквадора  | 34    | 3    | —     | —     | ?                | ?                | ?     | ?     |
| Мексика             | Мексика             | Мексика             | Лига  | Лига | Кубок | Кубок | Северная Америка | Северная Америка | Всего | Всего |
| 2003/04             | Ирапуато            | Чемпионат Мексики   | 16    | 5    | —     | —     | —                | —                | 16    | 5     |
| 2004/05             | Сантос Лагуна       | Чемпионат Мексики   | 14    | 2    | —     | —     | —                | —                | 14    | 2     |
| Эквадор             | Эквадор             | Эквадор             | Лига  | Лига | Кубок | Кубок | Южная Америка    | Южная Америка    | Всего | Всего |
| 2005 (Ап., Кл.)     | ЛДУ Кито            | Чемпионат Эквадора  | 42    | 4    | —     | —     | 14               | 3                | 56    | 7     |
| 2006                | ЛДУ Кито            | Чемпионат Эквадора  | 18    | 2    | —     | —     | 10               | 3                | 28    | 5     |
| Нидерланды          | Нидерланды          | Нидерланды          | Лига  | Лига | Кубок | Кубок | Европа           | Европа           | Всего | Всего |
| 2006/07             | ПСВ                 | Эредивизия          | 26    | 5    | ?     | ?     | 9                | 1                | ?     | ?     |
| 2007/08             | ПСВ                 | Эредивизия          | 20    | 1    | ?     | ?     | 6                | 0                | ?     | ?     |
| 2008/09             | ПСВ                 | Эредивизия          | 26    | 3    | ?     | ?     | 6                | 0                | ?     | ?     |
| Эквадор             | Эквадор             | Эквадор             | Лига  | Лига | Кубок | Кубок | Южная Америка    | Южная Америка    | Всего | Всего |
| 2009                | ЛДУ Кито            | Чемпионат Эквадора  | 8     | 0    | —     | —     | 10               | 7                | 18    | 7     |
| 2010                | ЛДУ Кито            | Чемпионат Эквадора  | 15    | 6    | —     | —     | 0                | 0                | 15    | 6     |
| Бразилия            | Бразилия            | Бразилия            | Лига  | Лига | Кубок | Кубок | Южная Америка    | Южная Америка    | Всего | Всего |
| 2010                | Атлетико Минейро    | Чемпионат Бразилии  | 9     | 0    | —     | —     | 3                | 0                | 12    | 0     |
| Эквадор             | Эквадор             | Эквадор             | Лига  | Лига | Кубок | Кубок | Южная Америка    | Южная Америка    | Всего | Всего |
| 2011                | Эмелек              | Чемпионат Эквадора  | 35    | 5    | —     | —     | 3                | 0                | 38    | 5     |
| 2012                | ЛДУ Кито            | Чемпионат Эквадора  | 19    | 1    | —     | —     | 0                | 0                | 19    | 1     |
| 2013                | ЛДУ Кито            | Чемпионат Эквадора  | 28    | 5    | —     | —     | 0                | 0                | 28    | 5     |
| Колумбия            | Колумбия            | Колумбия            | Лига  | Лига | Кубок | Кубок | Южная Америка    | Южная Америка    | Всего | Всего |
| 2014                | Санта-Фе            | Чемпионат Колумбии  | 10    | 0    | 0     | 0     | 8                | 1                | 18    | 1     |
| Всего               | Эквадор             | Эквадор             | 389   | 44   | —     | —     | ?                | ?                | ?     | ?     |
| Всего               | Мексика             | Мексика             | 30    | 7    | —     | —     | —                | —                | 30    | 7     |
| Всего               | Нидерланды          | Нидерланды          | 72    | 8    | ?     | ?     | ?                | ?                | ?     | ?     |
| Всего               | Бразилия            | Бразилия            | 9     | 0    | 0     | 0     | 3                | 0                | 12    | 0     |
| Всего               | Колумбия            | Колумбия            | 10    | 0    | 0     | 0     | 8                | 1                | 18    | 1     |
| Всего в карьере     | Всего в карьере     | Всего в карьере     | 503   | 59   | ?     | ?     | ?                | ?                | ?     | ?     |

## Титулы и достижения
- Чемпион Эквадора: Ап. 2005
- Чемпион Нидерландов (2): 2006/07, 2007/08
- Обладатель Южноамериканского кубка: 2009